# Paul Molac
Pour les articles homonymes, voir Molac (homonymie).
Paul Molac, né le 21 mai 1962 à Ploërmel, est une personnalité culturelle et politique française.
Militant associatif engagé pour la défense de la culture et du patrimoine de la Bretagne, Paul Molac est indépendant, proche de l'Union démocratique bretonne (UDB). 
Il est élu député en 2012 dans la quatrième circonscription du Morbihan avec le soutien de l'Union démocratique bretonne (UDB), du Parti socialiste (PS) et d'Europe Écologie Les Verts (EELV). D'abord membre du groupe écologiste, il le quitte en 2016 pour rejoindre le groupe socialiste.
Lors des élections régionales de 2015 en Bretagne, il est élu sur la liste de Jean-Yves Le Drian et devient conseiller régional.
Il est réélu député en 2017 dès le premier tour avec l'investiture de La République en marche (LREM). D'abord membre du groupe La République en marche, il crée le groupe Libertés et territoires en 2018. Il est de nouveau réélu député en 2022 avec le soutien de Régions et peuples solidaires (R&PS) dont l'Union démocratique bretonne est membre. L'UDB n'a pas placé de candidat face à lui au premier tour des élections législatives de 2022. Il se porte avec succès candidat à sa réélection en juin 2024 en tant qu'affilié à Régions et peuples solidaires et membre du groupe LIOT.

## Biographie

### Enfance et débuts
Paul Molac est né dans une famille d'agriculteurs. Il a vécu son enfance à la ferme puis l'a gérée tout en suivant des études agricoles (BEPA). Par la suite, il a repris des études d'histoire à l'université Rennes-II et obtenu le CAPES en 1989. Il est depuis 1990 professeur d'histoire-géographie au lycée-collège de Brocéliande à Guer. Il a gardé de son travail dans la ferme familiale un grand intérêt pour l'agriculture.
Natif du pays de Ploërmel, Paul Molac parle le breton et le gallo : il a suivi des cours de breton entre 1976 et 1982 à l'époque où il était membre du bagad de Ploërmel, et chante depuis 1985 dans un groupe de musique traditionnelle, Ferzaè, qui propose un répertoire majoritairement gallésant. Il est d'ailleurs arrivé qu'il s'exprime en breton à l'Assemblée nationale, fait rarissime.

### Premiers engagements associatifs
Il intègre plusieurs associations culturelles de Haute et Basse-Bretagne :
- Depuis 1979 : membre puis président de Chom'te[n 1], association de collecte de musique traditionnelle sur le pays de Ploërmel.
- Entre 1994 et 2012 : membre de Div Yezh Breizh, association de parents pour l'enseignement du breton à l'école publique. Il en est le président de 2001 à janvier 2012, date à laquelle il quitte le poste afin de pouvoir organiser sa campagne électorale aux législatives de juin[7].
- Depuis 2001 : vice-président de la Fédération pour les langues régionales dans l'enseignement public (FLAREP).
- Depuis 2009 : vice-président de Kevre Breizh, coordination associative des associations de culture bretonne.
- Depuis 2021 : président de l'Office public de la langue bretonne.

Engagé dans la vie locale, Paul Molac s'est également investi à partir de 1994 dans l'association des parents d'élèves des écoles publiques de Ploërmel ou encore dans l'association pour la création d'un lycée public, toujours à Ploërmel.
Il est élu le 4 juillet 2009 premier président du nouveau conseil culturel de Bretagne, organisme consultatif à l'origine associatif et institutionnalisé cette même année par le conseil régional de Bretagne.

## Engagements politiques

### Élu local
S'il n'adhère à aucun parti avant 2017, Paul Molac se disait proche de l'Union démocratique bretonne (UDB), un parti autonomiste breton. Il adhère à La République en marche en 2017. Il quitte le parti en octobre 2018 et rejoint le groupe Libertés et territoires à l'Assemblée nationale.
Candidat aux élections municipales de Taupont en 2008, à la tête d'une liste sans étiquette mais marquée à gauche, il obtient 217 voix pour 1 364 votants, soit 15,89 %.
Lors des élections régionales de 2015, il se présente sur la liste de Jean-Yves Le Drian et devient conseiller régional,. Il se définit comme conseiller « régionaliste ».

### Député de la quatrième circonscription du Morbihan
Il se porte candidat lors des législatives de 2012 dans la circonscription de Ploërmel, où il est soutenu par l'Union démocratique bretonne (UDB), le Parti socialiste (PS) et Europe Écologie Les Verts (EELV). Il est élu avec 52,56 % des voix au second tour contre François Guéant, fils de l'ancien ministre de l'Intérieur Claude Guéant, et devient ainsi le premier député régionaliste breton à l'Assemblée nationale,. 
Il rejoint initialement le groupe écologiste à l'Assemblée nationale. En août 2015, Laurent de Boissieu le situe à la « droite pro-gouvernementale » de ce groupe. Le 17 mars 2016, il est le seul député de son groupe parlementaire à voter en faveur d'un amendement déposé par cinq députés Les Républicains, qui supprime une mesure voulue par le gouvernement interdisant la pêche à plus de 800 mètres de profondeur,. Le 19 mai 2016, avec cinq autres députés, il quitte le groupe écologiste, provoquant sa dissolution, et rejoint le groupe socialiste.
Le 17 mars 2017, il déclare soutenir la candidature présidentielle d'Emmanuel Macron. Le 11 mai 2017, il se déclare à nouveau candidat dans la quatrième circonscription du Morbihan pour les élections législatives mais cette fois avec l'investiture de La République en marche. Le 11 juin 2017, il est réélu dès le premier tour avec 54 % des suffrages exprimés,. Il devient ainsi l'un des quatre députés élus dès le premier tour.
Il est membre du groupe La République en marche, tout en se rattachant comme quatre autres députés au parti Régions et peuples solidaires sur la question du financement des partis politiques,,. Alors que son groupe parlementaire adopte un système centralisé de dépôt des amendements, il passe outre cette règle et dépose en son nom 35 amendements entre juin et novembre 2017, soit « un rythme de député d’opposition » selon Mediapart. Il indique ne pas être « toujours à l'aise dans cette majorité », regrettant notamment le manque d’intérêt du gouvernement pour la « cohésion sociale et la lutte contre les inégalités ». Avec François-Michel Lambert, il tente de créer un groupe parlementaire distinct du groupe LREM qui inclurait des députés non inscrits de centre gauche. 
Il se prononce contre le projet de loi antiterroriste en octobre 2017, tout en prenant position en faveur de la police de proximité.
Dans le cadre des lois pour la confiance dans la vie politique, il défend et fait voter un amendement interdisant les prêts avec intérêts de la part de partis politiques.
Il n'est pas présent lors du vote sur la loi du 10 septembre 2018 pour une immigration maîtrisée, un droit d'asile effectif et une intégration réussie, mais il indique qu'il se serait abstenu s'il l'avait été.
Au sujet de la politique environnementale de l'exécutif, il estime en mai 2018 que « le compte n'y est pas. »
En octobre 2018, il crée le nouveau groupe parlementaire Libertés et territoires à l'Assemblée.
Il est le rapporteur d'une loi en faveur des langues régionales, adoptée le 8 avril 2021, baptisée « loi Molac ». Cette loi reconnaît que les langues régionales font partie du patrimoine linguistique de la France, favorise l'accès à un enseignement immersif dans les écoles publiques et privées, et autorise l'usage de signes diacritiques des langues régionales dans les actes de l'état civil (une problématique rendue visible à la suite de « l'affaire Fañch »). Elle est adoptée par une large majorité des députés (247 pour, 76 contre), malgré l'opposition du représentant du gouvernement, le ministre Jean-Michel Blanquer. Le 22 avril, une soixantaine de députés de La République en Marche (LREM) saisissent le Conseil constitutionnel pour un recours juste avant la promulgation de la loi. En mai 2021, le Conseil constitutionnel censure deux articles emblématiques de cette loi, concernant l'enseignement immersif en langue régionale et l'autorisation des signes diacritiques.

### Positionnement sur l'autonomie de la Bretagne
À propos du terme « autonomiste », il précise au magazine Bretons en août 2012 : 

« Ça dépend de la définition qu'on en a. […] Autonomiste, oui, mais dans un cadre national. Il faut donner des pouvoirs aux régions. Mais avant tout, et contrairement à l'étiquette que l'on peut parfois me coller, je suis républicain. »